# Carl Arvid Klingspor
Carl Arvid von Klingspor (ur. 30 marca 1829 w majątku Säby, zm. 15 czerwca 1903 w majątku Näsby) – szwedzki heraldyk, genealog, baron, oficer, ziemianin, członek Królewskiej Akademii Literatury, Historii i Zabytków.

## Biografia

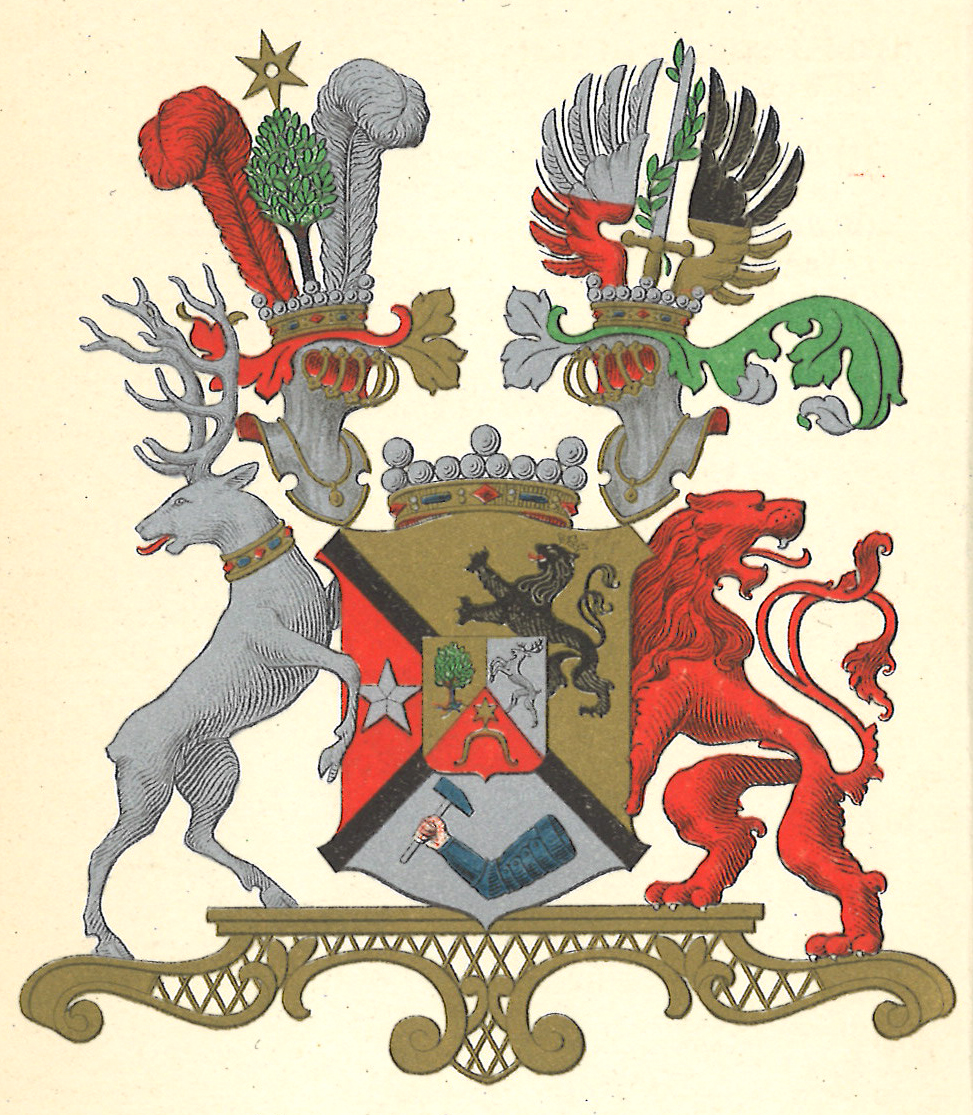
Herb baronów Klingspor

Carl Arvid urodził się w majątku Säby, w gminie Aspö, w Sudermanii (obecnie w gminie Strängnäs). Był członkiem rozgałęzionej rodziny szlacheckiej Klingspor. Jego rodzicami byli podpułkownik Carl Gustaf Klingspor (1786–1833) i hrabina Maria Aurora Johanna Posse (1807–1878). Ożenił się z Hedvig Ulriką Vilhelminą Lilliestråle (1837–1917) 21 października 1857 r. w Aspö.
Karierę wojskową rozpoczął 13 lutego 1843 r., wstępując do armii szwedzkiej jako kadet szkoły wojskowej w Karlbergu. Od 6 lutego 1850 r. – underlöjtnant w pułku dragonów gwardii królewskiej. 1 marca 1864 r. awansował ostatecznie do stopnia rotmistrza. Odszedł z wojska 6 maja 1881 r. w stopniu majora.
Od 1871 do 1893 r. Klingspor był redaktorem magazynu Upplandzkiego Towarzystwa Starożytności (Upplands Fornminnesförenings Tidskrift), a od 1880 r. szwedzkim królewskim  heraldykiem. W 1883 r. otrzymał tytuł barona.
Opublikował wiele prac historycznych, genealogicznych, a przede wszystkim heraldycznych:
- Svensk heraldik (1874; wraz z Ernstem Bernhardem Schlegelem(inne języki))
- Fortsättning av August Wilhelm Stiernstedts Sveriges ridderskaps och adels vapenbok (1874–1879)
- Den med sköldebref förlänade men ej å riddarhuset introducerade svenska adelns ättartaflor (1875; wraz z Ernstem Bernhardem Schlegelem)
- Upplands herregårdar (1877–1881; with Ernst Bernhard Schlegel)
- Genealogie des Germanischen Adelstitel (1902)
- Om Uplands adel i äldre tider (1880)
- Baltisches Wappenbuch(inne języki) (1882) – publikacja zawierająca m.in. herby Niemców bałtyckich, w tym polskich rodów szlacheckich[2]
- Sveriges ridderskaps och adels vapenbok (1890)[1]